# قره احمد پاشا
قره احمد پاشا (زادهٔ؟ - درگذشتهٔ ۲۸ سپتامبر ۱۵۵۵) از ۶ اکتبر ۱۵۵۳ تا ۲۸ سپتامبر ۱۵۵۵ وزیر اعظم سلطان سلیمان و از دولتمردان آلبانیایی‌تبار عثمانی بوده‌است.

## زندگی
اصلیتش آلبانیایی است و زندگیش را در قصر گذرانده‌است. او با فاطمه سلطان، دختر سلیم یکم، ازدواج کرد.
وی ابتدا به‌عنوان سرپرست به روملی فرستاده شد و سپس در ۲۷ ژوئیهٔ ۱۵۵۲ رهبری سربازان عثمانی را که اسیر قلعهٔ مجارستان شده‌بودند برعهده داشت. او در تانین‌میش (Tanınmış) به‌عنوان «فاتح» شناخته شده و فردی ارزشمند بوده‌است. علاوه‌براین، در مجارستان، ایران و گرجستان خدمات زیادی کرده‌است. در سال ۱۵۵۲ ایرانیان در ارزنجان شکست خوردند و قره احمد پاشا به‌جای سوکولو محمد پاشا در مجارستان منصوب شد.
پس از آن‌که سلطان سلیمان پسر ارشد خود، شاهزاده مصطفی را در اکتبر ۱۵۵۳ اعدام کرد، نارضایتی و ناآرامی در میان سربازان به‌وجود آمد که اقدام به سرزنش و نارضایتی از رستم پاشا در مرگ شاهزاده مصطفی کردند. سلطان سلیمان در ۶ اکتبر ۱۵۵۳، رستم پاشا را عزل و کارا احمد پاشا را به‌جای وی منصوب کرد، اما دوباره رستم پاشا به مقام خود بازگشت و سلطان سلیمان را برانگیخت تا این‌که حکم گناه‌کار بودن و اعدام کارا احمد پاشا توسط سلطان سلیمان داده شد و در ۲۸ سپتامبر ۱۵۵۵، پس از تشکیل جلسهٔ دیوان، احمد قره به‌دستور سلطان سلیمان در مقابل همهٔ اعضای دیوان خفه شد. در پشت این حادثه خرم سلطان و دخترش مهرماه سلطان دست داشتند. کارا احمد پاشا قربانی دسیسه‌ای شد که خرم سلطان علیه وی ترتیب داده‌بود تا دامادش رستم پاشا را دوباره به وزارت اعظم برساند تا تمام کنترل کشور دوباره در دستانش باشد.